# 吕释之
吕释之（？—前193年），山陽郡單父縣（今山東省單縣）人。秦末和西漢初人物，漢高祖皇后吕雉和呂嬃的二哥，吕泽的弟弟。
项羽封刘邦为汉王，吕释之随刘邦入汉中，后来随刘邦还定三秦。攻打砀下。楚汉之争中，被任命为将军，随刘邦转战各地。刘邦称帝，建立汉朝，封为建成侯。刘邦想废黜太子刘盈，吕释之问计於张良，张良于是请商山四皓。汉惠帝刘盈二年吕释之卒，谥康。子吕则嗣。追封赵昭王。儿子吕则、吕种、吕禄。

## 亲属
- 父亲：吕□
- 母亲：□氏
- 大哥：吕泽
- 大妹：吕长姁
- 二妹：吕雉
- 三妹：吕媭
- 妻子：□氏
- 长子：吕则，儿媳：□氏
- 次子：吕种（死于诛吕安刘），儿媳：□氏
- 三子：吕禄（死于诛吕安刘），儿媳：□氏